# Elisa Hirschhorn
Elisa Hirschhorn de Mazoti (Pueblo Cazes, Argentina, 12 de julio de 1905 – Lomas de Zamora, 23 de junio de 1995) fue una micóloga argentina especializada en tizones, un tipo de hongos patógenos de los cereales.

## Biografía
Elisa Hirschhorn nació el 12 de julio de 1905 en Pueblo Cazes, Provincia de Entre Ríos. Se educó en una escuela primaria de San José y en el Colegio del Uruguay de la ciudad de Concepción del Uruguay. En el año 1929 se recibió de profesora en la Universidad Nacional de La Plata (UNLP). Luego de trabajar en la Escuela Nacional Normal de La Plata como Profesora de Física, en 1931 regresó a la enseñanza universitaria en la UNLP, donde estuvo un tiempo trabajando como profesora y, en 1938, se doctoró en ciencias naturales, con un trabajo titulado "El género Ustilago en la Argentina".
Elisa Hirschhorn pasó varios años como investigador postdoctoral en Estados Unidos, trabajando en el Departamento de Fitopatología del State College of Washington (1943-1944) y en el Departamento de Fitopatología y Botánica de la Universidad de Minnesota (1944) y fue miembro de Sigma Xi (1944). Fue nombrada becaria Guggenheim en 1944 y 1945 con el fin de estudiar los hongos tizones, por lo que pudo permanecer en la Universidad de Minnesota antes de continuar en el Herbario Farlow de Botánica Criptogámica.
Hirschhorn regresó a Argentina luego de finalizar su formación posdoctoral. Fue investigadora principal del Instituto Nacional de Investigaciones Agropecuarias y también trabajó en el Instituto Fitotecnológico del Centro Nacional de Investigaciones Agropecuarias y en el Instituto Fitotécnico de Santa Catalina, en este último continuaría trabajando hasta 1995. En un momento también se desempeñó como Directora de Proyectos de Investigación y Desarrollo en el Consejo Nacional de Investigaciones Científicas y Técnicas (CONICET).
Como académica, Elisa Hirschhorn se especializaba en tizones. Además de recibir la beca Guggenheim por su investigación sobre el carbón, publicó algunos artículos en revistas sobre el género de hongos Ustilago. En 1945, mientras era investigadora en Washington, descubrió dos especies de hongos: Glomosporium amaranthi y Tilletia falaridis. En 1986 publicó el libro Las ustilaginales de la flora argentina. En 1989, Hirschhorn fue elegida como miembro honorario de la Sociedad Argentina de Botánica y en una recepción diplomática en la Embajada de los Estados Unidos, Buenos Aires, Fellow de la Academia de Ciencias de Nueva York.
Se casó con Luis Bernabé Mazoti, un ingeniero agrónomo que se desempeñaba como profesor de la UNLP.
Falleció el 23 de junio de 1995 en Lomas de Zamora, Provincia de Buenos Aires. Tras su muerte, Carlos Naranjo dijo que Hirschhorn “estará aquí para siempre en cada pedacito de [el Instituto Fitotécnico de] Santa Catalina, y sólo tendremos que pensar en ella para sentir su presencia”.

## Abreviatura
- La abreviatura «Hirschh» se emplea para indicar a Elisa Hirschhorn como autoridad en la descripción y clasificación científica de los vegetales.[10]